# The Loop

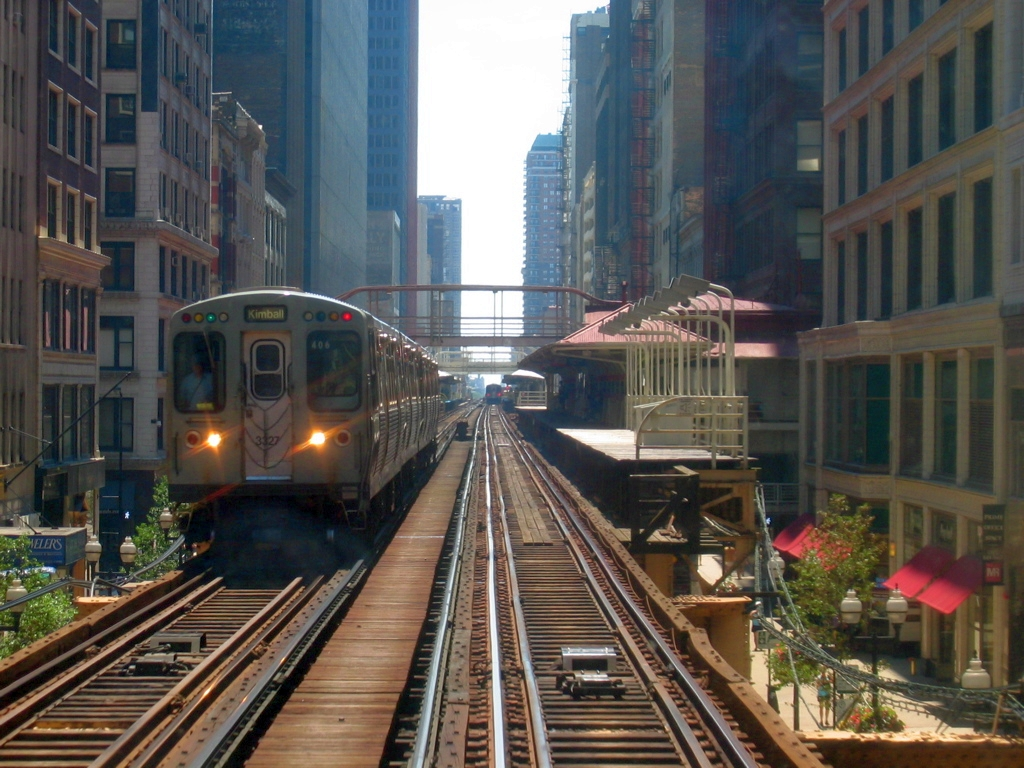
Ett tåg på bruna linjen lämnar stationen Madison/Wabash på The loop

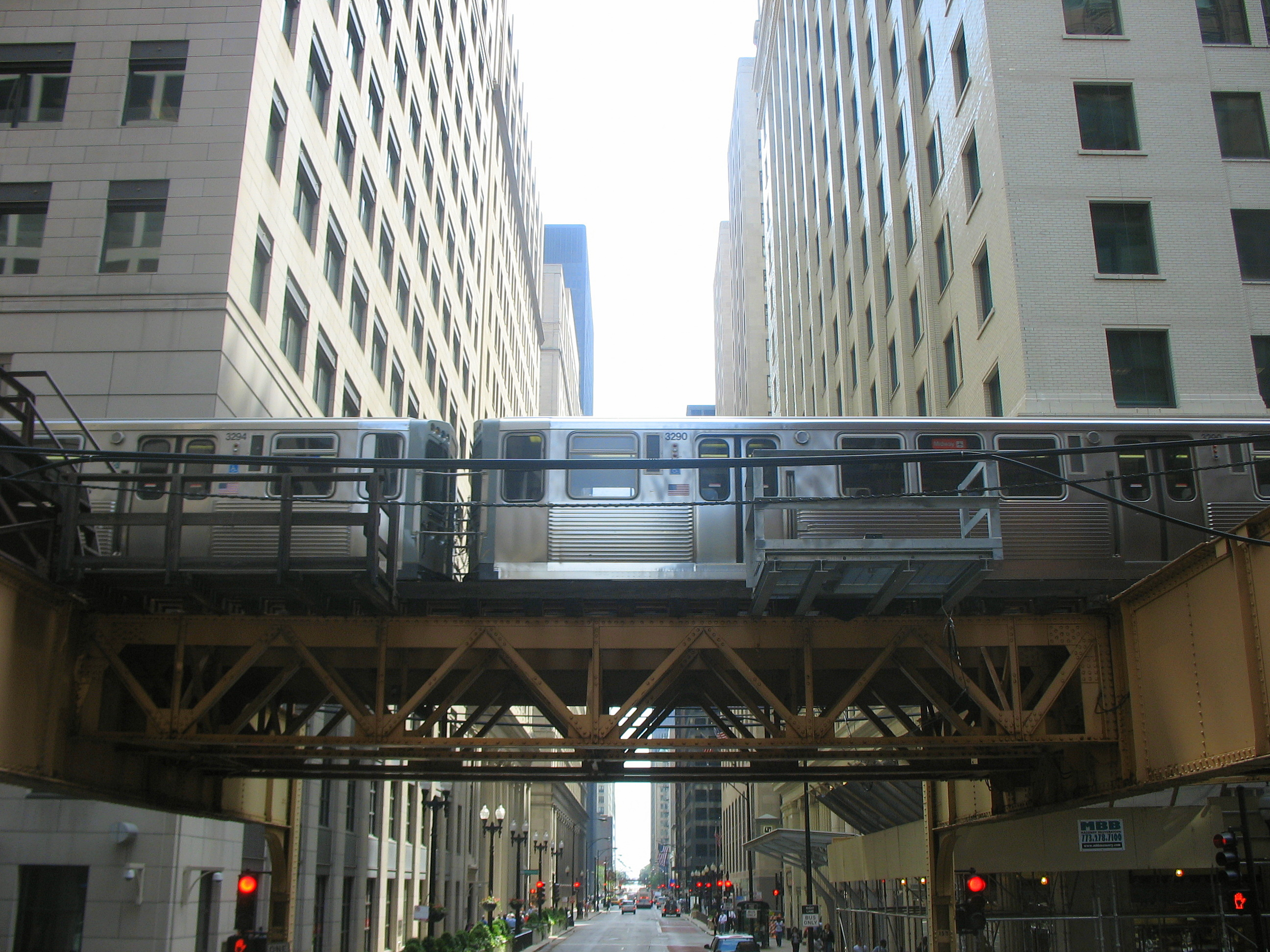
Högbanan i centrala Chicago.

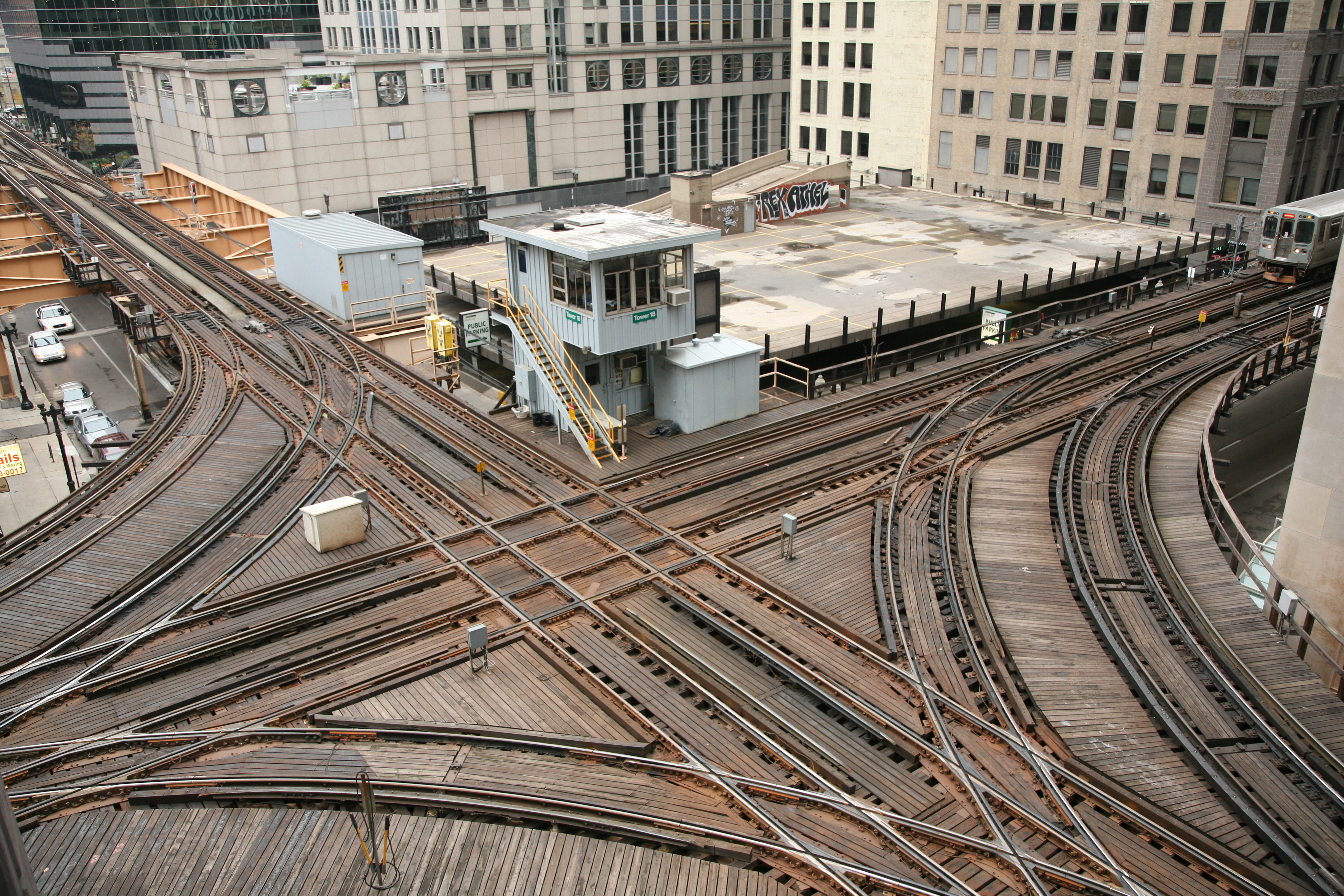
Korsningen i det nordvästra hörnet.

The Loop är den centrala delen av Chicagos tunnelbana (the 'L') i Chicago, Illinois, USA som går som högbana, men begreppet används också som smeknamn på hela trafiksystemet, dvs Chicagos tunnelbana.

## Beskrivning
"The Loop" går som högbana i stora delar av staden där det inte funnits utrymme att lägga spåren på marken, utan stor olägenhet för andra intressen. Omfattande delar av nätet går även i markplanet, samt i begränsad omfattning också i tunnelläge.
Begreppet "The Loop" används även som benämning på Chicagos stadskärna. Det syftar ursprungligen på ett område bestående av ett 40-tal kvarter, vilka innesluts av en spårcirkel som flera av stadsbanans linjer passerar eller vänder på. Förutom två parallella nord-sydliga tunnlar under gatorna Dearborn och State, löper en bro runt centrum, ovanför gatulivet. 
Liknande högbanor, "El" för engelskans elevated, infördes också i andra städer när utrymmet på gatorna blev alltmer begränsat under senare delen av 1800-talet. The Loop i Chicago är ganska unik, såtillvida att den är ett synnerligen välbevarat exempel på detta. Som jämförelse kan nämnas att högbanorna på större delen av Manhattan i New York avvecklades under en period mellan 1930- och 60-talet.
Högbanor byggs även idag, men som regel används betongviadukter. Förr gjordes de i nitade stålkonstruktioner, vilka har en viss rörlighet. Detta gör att en hel station kan gunga märkbart i längsled, även när ett tåg stannar på en angränsande station. I Chicago ligger ofta en expedition med information och försäljning av biljetter på ett mellanplan direkt under spåren, men ovanför gatan. Ibland förekommer en gångbro över spårområdet, som förbindelse mellan plattformarna på ömse sidor om spåren. 